# Johann Friedrich Christian Wuttig
Johann Friedrich Christian Wuttig (* 22. März 1783 in Weißensee, Thüringen; † 23. April 1850 in Berlin) war ein deutscher Chemiker, Verwaltungswissenschaftler und Ministerialbeamter.

## Leben
Wuttig wurde in dem Ort Wundersleben geboren, der bis 1815 zum kursächsischen Amt Weißensee gehörte.
1806 wurde er an der Universität Dorpat promoviert.
1808 ging er nach Russland und war dort bis 1812 Professor für Chemie und Fabrikenkunde an der Universität Kasan. Im Dezember 1810 (Julianischer Kalender) wurde er zum korrespondierenden Mitglied der Akademie der Wissenschaften in Sankt Petersburg gewählt.
Ab dem Sommersemester 1821 lehrte Wuttig an der Universität Berlin Kameralwissenschaften und später auch Staats- und Gewerbewissenschaften. Außerdem hielt er dort Vorträge zu verschiedenen Themen, vor allem zur chemischen Fabrikenkunde. Seine Nebentätigkeit als Dozent an der Berliner Universität beendete er erst in seinem Todesjahr 1850. Hauptberuflich war er Beamter im Preußischen Ministerium für Handel und Gewerbe und später im Preußischen Innenministerium.
Seine wissenschaftlichen Arbeiten beinhalten neben chemischen Themen vor allem die Metallkunde. Nach verschiedenen Quellen war er auch Fabrikbesitzer.